# Station Belfast Great Victoria Street
Station Belfast Great Victoria Street is een spoorwegstation in het centrum van de Noord-Ierse hoofdstad Belfast. Het huidige station is gebouwd in 1995. Het oorspronkelijke station werd in 1976 gesloopt.